# José María Montoya Valenzuela
José María Montoya Valenzuela (Bogotá, 23 de abril de 1897-Íd., 1977) fue un arquitecto colombiano. 
Desarrolló la mayor parte de sus proyectos en Bogotá. En los años 1930 dirigió la modernización de la infraestructura urbana de esa ciudad desde la dirección del Departamento de Obras Públicas Municipales. En los años 1940 se vinculó a la firma Ospinas & Cía y diseñó toda una serie de proyectos arquitectónicos. Entre sus obras se encuentran el Seminario Mayor y el claustro de la Universidad Santo Tomás, ambos en Bogotá. 

## Biografía
Los padres de José María Montoya Valenzuela eran Luis Montoya Sanz de Santamaría, quien fue ministro de Agricultura durante el gobierno de José Vicente Concha, y María Elena Valenzuela Carrizosa. En 1925 finalizó sus estudios y se graduó como ingeniero arquitecto de la Universidad Nacional con la tesis Estudio sobre vigas de concreto refozado.

### Como urbanista
En 1931 el entonces alcalde de Bogotá Luis Patiño Galvis lo nombró ingeniero jefe del Departamento de Obras Públicas Municipales y luego secretario de Obras Públicas Municipales, cargos que desempeñó hasta 1933. Durante ese cargo actualizó el Plano de Bogotá Futuro, estudió a fondo la organización de los departamentos de Obras Públicas en Chile, gestionó la presencia en Colombia del urbanista Karl Brunner y desarrolló toda una serie de obras de infraestructura, que incluían "pavimentación de vías, arreglo de plazas y obras de ornato, alcantarillado y obras complementarias, construcción de obras reproductivas, apertura de nuevas vías y ensanche de las existentes, estudios del proyecto de urbanización y control de las edificaciones particulares". De este periodo se destacan la etapa final de la canalización del río San Francisco, la creación de la avenida Caracas, la construcción del Matadero Distrital en la calle 13, y la consolidación de la avenida Jiménez mediante terraplenes y muros de contención de hasta 5 m de altura.
Entre 1934 y 1935 se desempeña como ingeniero jefe de la sección de legislación urbana de la Secretaría de Obras Públicas. En 1935 es elegido administrador de la Empresa de Acueducto y Alcantarillado.

### Como arquitecto

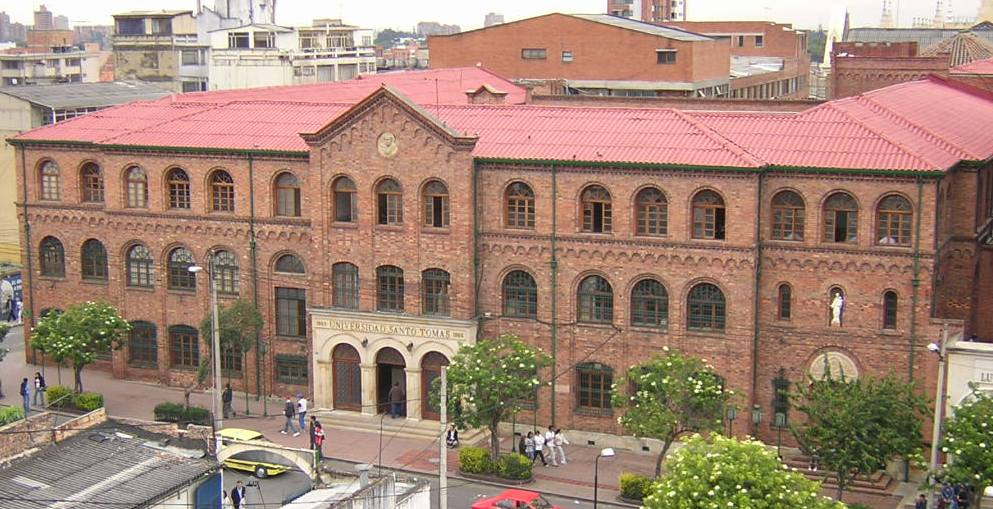
La sede de la Universidad Santo Tomás, en Chapinero.

En cuando administrador del Acueducto, Montoya Valenzuela diseña para esta entidad una sede de estilo art déco en la carrera 5 con calle 16 (donde actualmente se encuentra el edificio de la Procuraduría), que fue inaugurado el 14 de agosto de 1936. 
Las década de 1940 y de 1950 fueron de gran productividad en la carrera de Montoya Valenzuela y es también el periodo en el que se asoció su estudio de arquitectura con la firma Ospinas & Compañía. Junto con esta diseñó varias casas y edificios de renta tanto en el centro de Bogotá como en zonas recientemente urbanizadas de las localidades de Teusaquillo y Chapinero. Dentro de sus obras de uso institucional se destacan el Seminario Mayor de Bogotá, el nuevo convento de Santo Domingo y las sedes de la Universidad Santo Tomás y del Colegio de la Enseñanza.